# کیوکو کورودا
کیوکو کورودا (ژاپنی: 黒田 今日子؛ زادهٔ ۸ مهٔ ۱۹۶۹) بازیکن فوتبال اهل ژاپن و عضو تیم ملی فوتبال زنان ژاپن است که در تاریخ ۱۲ ژانویه ۱۹۸۹ میلادی اولین بازی ملی‌اش را انجام داد. او در ۲۱ بازی ملی حضور داشت و آخرین بازی ملی خود را در تاریخ ۱۲ اکتبر ۱۹۹۴ میلادی انجام داد. کیوکو کورودا در بازی‌های ملی‌اش
۷ گل به ثمر رساند.